# Shiru
"Shiru" (alfabeto hebraico: שירו,)  (em português:  "Cantem") foi a canção que representou Israel no Festival Eurovisão da Canção 1993 que se realizou em Millstreet, na República da Irlanda.
Foi interpretada em língua hebraica e em língua inglesa por Sarah'le Sharon e The Shiru Group. Foi vigésima-quarta e penúltima canção a ser interpretada na noite do festival, a seguir à canção cipriota "Mi Stamatas", cantada por Kyriakos Zimboulakis e Dimos van Beke e antes da canção norueguesa "Alle mine tankar", interpretada por Silje Vige. A canção israelense terminou num modesto 24.º (penúltimo lugar), não recebendo mais do que 4 pontos. Israel só voltaria a participar no Festival Eurovisão da Canção 1995 com a canção Amen, cantada por Liora

## Autores
A canção tinha letra de Yoram Tahar-Lev, música de Shaike Paikov e foi orquestrada por Amir Frolich.

## Letra
A canção sobre a força da canção, que é referida como ser "tudo o que nós temos", por isso os cantores apelam aos seus ouvintes para que "Cantem". Nesta canção é utilizado no refrão o inglês.

## Versões
Os cantores nunca gravaram um disco desta canção nas duas línguas, lançaram uma versão em hebraico: Shiru /
שירו (alfabeto hebraico), uma versão em inglês intitulada "Sing a song" e em 1996 foi lançado um remix em inglês.